# Советский (платформа)
Сове́тский (бел. Савецкi) — остановочный пункт электропоездов (а также грузопассажирских поездов по маршруту Осиповичи — Гродзянка) в Осиповичах, Могилёвская область, Беларусь.
Расположен в 104 километрах от Минска (станции Минск-Пассажирский) между станцией Верейцы и остановочным пунктом Юбилейный (юго-восточное направление железнодорожной линии). 
Примерное время в пути со всеми остановками от ст. Минск-Пассажирский — 1 ч. 56 мин.; от ст. Осиповичи I — 7 мин.
Остановочный пункт расположен в непосредственной близости от северо-западной границы города Осиповичи и его микрорайона «Советский», благодаря чему, вероятно, и получил свое название.